# Fronton

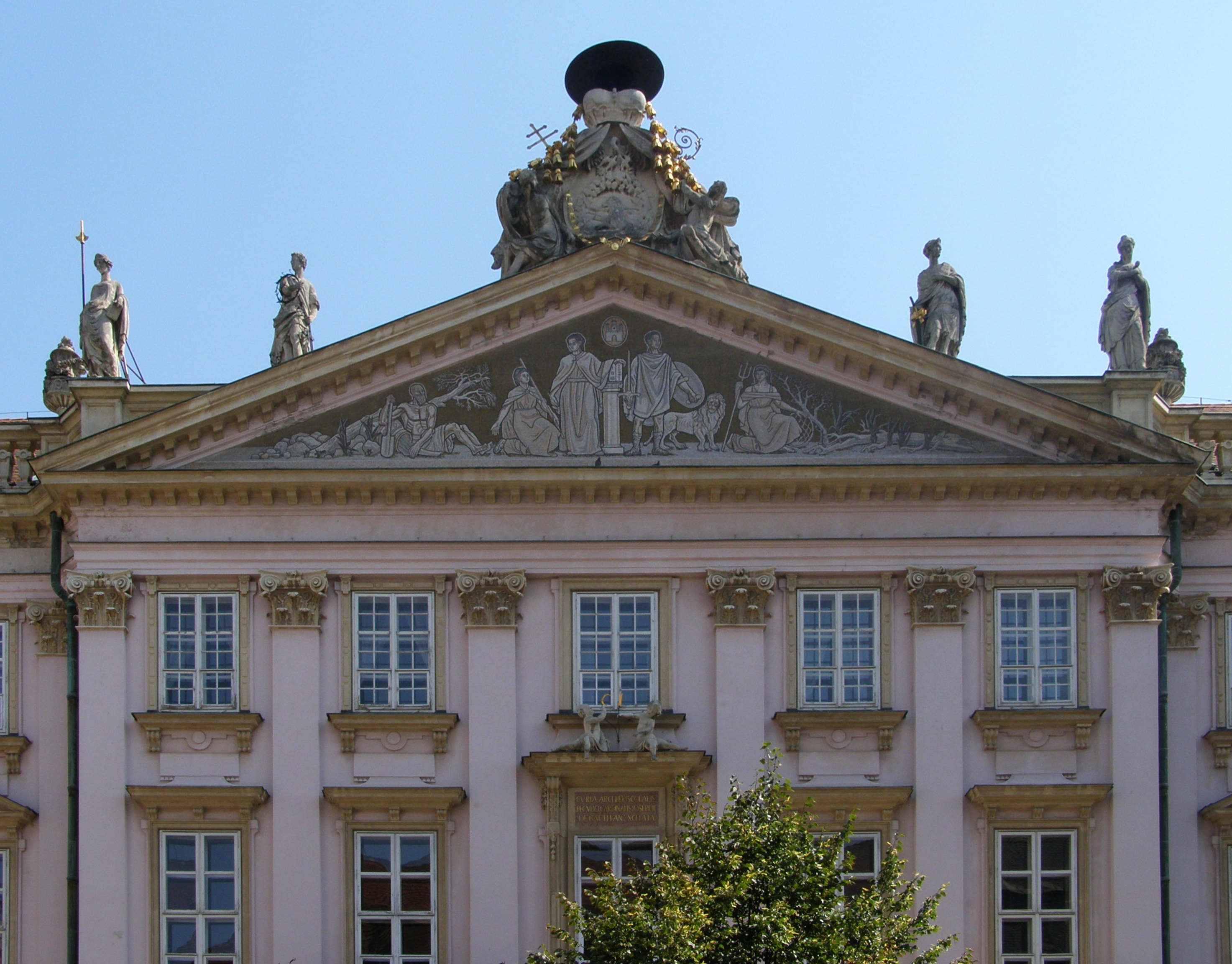
Fronton Pałacu Prymasowskiego w Bratysławie

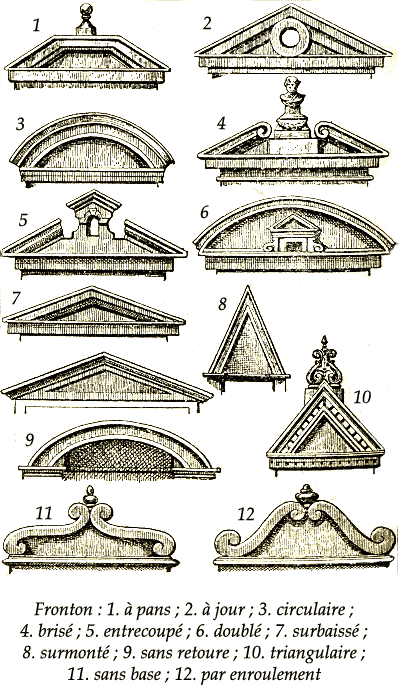

Fronton, przyczółek – niski szczyt nad portykiem, o różnym kształcie, ograniczony krawędziami bocznymi dachu dwuspadowego. Stosowany w świątyniach greckich od ok. 650 r. p.n.e. Wewnętrzne pole frontonu, gładkie lub wypełnione dekoracją rzeźbiarską, nosi nazwę tympanonu.
Jako element ornamentowy stosowany jest także jako dekoracyjne zwieńczenie obramowań okiennych i drzwiowych, portali, ołtarzy, nisz itd.
W architekturze nowożytnej spotkać można również frontony stanowiące segment kręgu, półowalne, przerywane lub gierowane.
Błędne z punktu widzenia nazewnictwa architektonicznego jest określanie tą nazwą fasady budowli. Nie jest to jednak błąd językowy.